# Triumph Herald

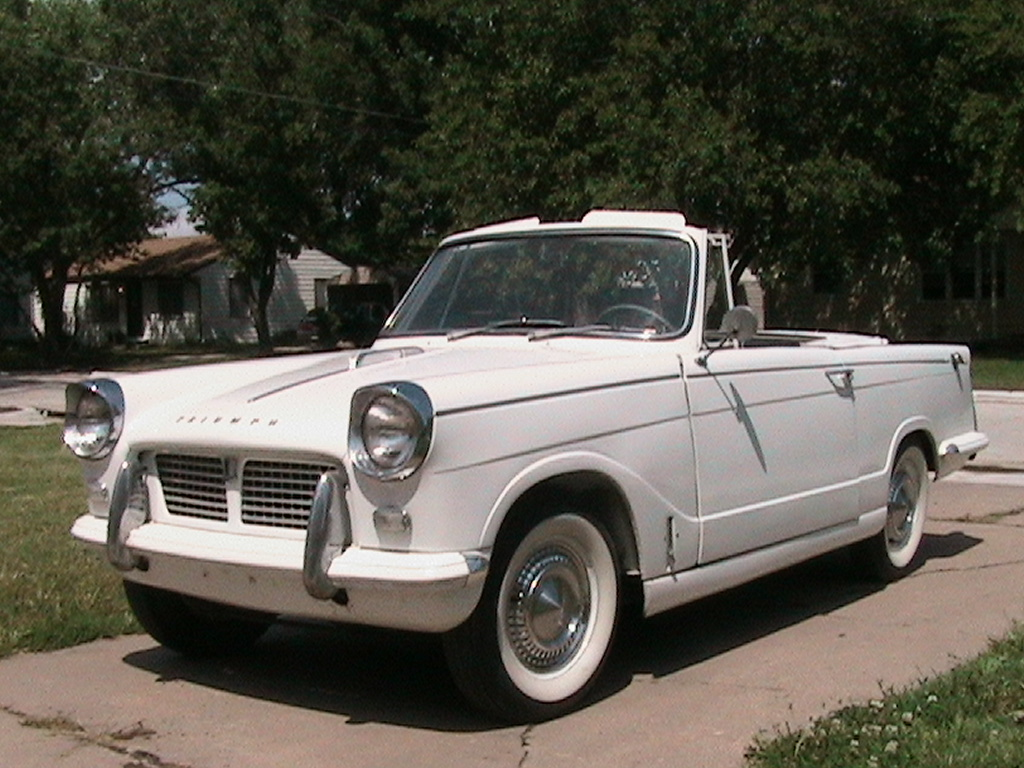
Triumph Herald 948 Convertible (1962)

Der Triumph Herald war ein zweitüriger Wagen der unteren Mittelklasse, der 1959 von der Standard-Triumph Company vorgestellt wurde. Die Karosserie wurde von dem italienischen Designer Giovanni Michelotti entworfen, die als Limousine („saloon“), Cabrio („convertible“), Coupé und in verschiedenen Kombivarianten angeboten wurde.

## Ein neuer Wagen der unteren Mittelklasse
Gegen Ende der 1950er-Jahre erfreute sich Standard-Triumph großer Erfolge durch ihr breites Angebot an sportlichen Zweisitzern, die neben Standardlimousinen das Modellangebot ergänzten. In dieser Angebotspalette stand der Standard 8/10, der von einem kleinen (803 cm³ oder 948 cm³) Vierzylindermotor angetrieben wurde, auf seinem Heimatmarkt in Konkurrenz zu Morris Minor, Ford Popular und Austin A35. In Deutschland repräsentierte er die gleiche Fahrzeugklasse wie VW Käfer, Lloyd Arabella, DKW Junior oder Renault Dauphine. Dennoch waren die schlicht aussehenden Standard 8 und 10 kein großer Produktionserfolg. Gegen Ende der 1950er Jahre wurde ein Modellwechsel notwendig, und Standard-Triumph begann 1956 unter Leitung des damaligen Direktors Alick Dick mit der Entwicklung des Herald.
Auf Anregung des damaligen technischen Direktors Henry George Webster wurde der italienische Designer Giovanni Michelotti im September 1957 beauftragt, für das Projekt „Zobo“ Designvorschläge zu entwickeln. Dieser stellte kurz vor Weihnachten 1957 ein Modell in Form des Herald Coupé vor. Die einteilige Motorhaube die in Einheit mit den Radkästen nach vorne gekippt werden kann, wurde von Standard-Triumph abweichend zum Ur-Konzept von Michelotti verwirklicht. Mit modernem Design hob sich der Herald von den zeitgenössischen Autos sowohl in Großbritannien wie auch auf dem Kontinent ab. Das Unternehmen entschied sich für ein separates Chassis statt für eine selbsttragende Karosserie, da Standard-Triumph zu diesem Zeitpunkt über keine eigenen Karosseriepressen verfügte. Der bisherige Karosserielieferant Fisher & Ludlow war bereits 1953 vom Konkurrenten British Motor Corporation (BMC) übernommen worden, und mit Auslauf der Verträge im Jahre 1959 endete die Lieferverpflichtung gegenüber Standard-Triumph. Da man auf dem freien Markt nur kleinere Karosserieteile in Auftrag geben konnte, musste man am Doppelrohrrahmen festhalten, auf dem das Fahrzeug aus einzelnen Karosserieteilen zusammengeschraubt wurde. Jedes Karosserieteil, einschließlich der Türschweller und dem Dach, war mit der übrigen Karosserie verschraubt und konnte einzeln demontiert werden. Diese Konstruktionsmethode bot einige Vorteile: Cabrio- und Kombiversion waren bereits zwei Jahre nach dem Erscheinen des Modells am 22. April 1959 im Angebot, die Coupé- und die Limousinenversion waren als erste Modelle erschienen.
Der neue Herald war eine Kombination aus traditioneller und moderner Technik. Er erhielt das Antriebsaggregat des Standard 10, einen Vierzylinder-Motor mit 948 cm³ mit untenliegender Nockenwelle, dessen Vierganggetriebe die Hinterachse antrieb und dessen erster Gang nicht synchronisiert war. Auf Wunsch konnte ein Overdrive geordert werden. Die Zahnstangenlenkung und die Doppelquerlenkeraufhängung der Vorderräder bewirkte einen außergewöhnlich kleinen Wendekreis von 7,60 Metern. Auch die in der Länge verstellbare Lenksäule, die auch bei Frontalzusammenstößen nachgab, war für die damalige Zeit neu. Die hintere Einzelradaufhängung mit einer Pendelhalbachse mit Längsschubstreben und einer hochliegenden Querblattfeder war eine Neuentwicklung von Triumph. Diese Achse führte jedoch zu Problemen im Fahrverhalten. Vorne und hinten hatte der Herald Trommelbremsen., erst mit dem Modell 13/60 wurden Scheibenbremsen vorne Serienausstattung.
Das Design war kantig und modern, im Stil der Zeit hatte die Karosserie angedeutete Heckflossen, während das Innere dank der großen Fensterflächen ungewöhnlich hell und geräumig wirkte. In der Limousine beschränkten sich die Instrumentenanzeigen auf einen Tachometer und eine Kraftstoffanzeige (optional war eine Kühlwassertemperaturanzeige erhältlich), die in ein graues Kunststoffarmaturenbrett eingefügt waren. Das Armaturenbrett des Coupés wurde serienmäßig mit einem Tacho, einer Benzin- und Kühlwassertemperaturanzeige und einem abschließbaren Handschuhfach ausgerüstet. Die Mittelschaltung wurde von den Vorgängermodellen übernommen. Das Fahrzeug war mit Teppichboden und Heizung ausgestattet. Der Herald wurde mit einer breiten Palette von zeitgenössischen Farblackierungen angeboten, als Extras waren unter anderem Doppelvergaser, Ledersitze, ein hölzernes Armaturenbrett, Telaflo-Stoßdämpfer und Scheibenbremsen vorn erhältlich.
Das neue Auto wurde in der Öffentlichkeit ziemlich gut aufgenommen, war aber nicht sofort ein Verkaufserfolg, möglicherweise wegen des hohen Preises von £ 700, einschließlich einer 45%igen Kaufsteuer, wodurch es teurer war als die meisten Konkurrenzmodelle. Das separate Fahrgestell führte anfangs zu viel Kritik an der fragilen Struktur des Fahrzeugs. Der Motor beschleunigte das Fahrzeug von 0 auf 100 km/h in etwa 31 Sekunden. Die Höchstgeschwindigkeit lag bei 112 km/h. Die  Hinterradaufhängung an Pendelachsen mit veränderlichem Sturz wurde wegen ihrer überraschenden Reaktionen im Grenzbereich speziell bei den stärker motorisierten Varianten sowie beim Modell Vitesse (alle außer MKII) kritisiert. Als positiv wurde die leichtgängige Lenkung angesehen wie auch die ausgezeichnete Sicht, was den Herald zu einem beliebten Fahrzeug für Fahrschulen machte. Auch die einfachen Reparaturmöglichkeiten waren ein Kaufanreiz. Die Halter erfreuten sich darüber hinaus günstiger Versicherungsprämien wegen der zuerkannten Sicherheit, die in dem steifen Doppelrohrrahmen begründet lag.
Der Herald wurde von der Fachpresse der DDR wiederholt als progressive Entwicklung hervorgehoben.

## Der Herald 1200

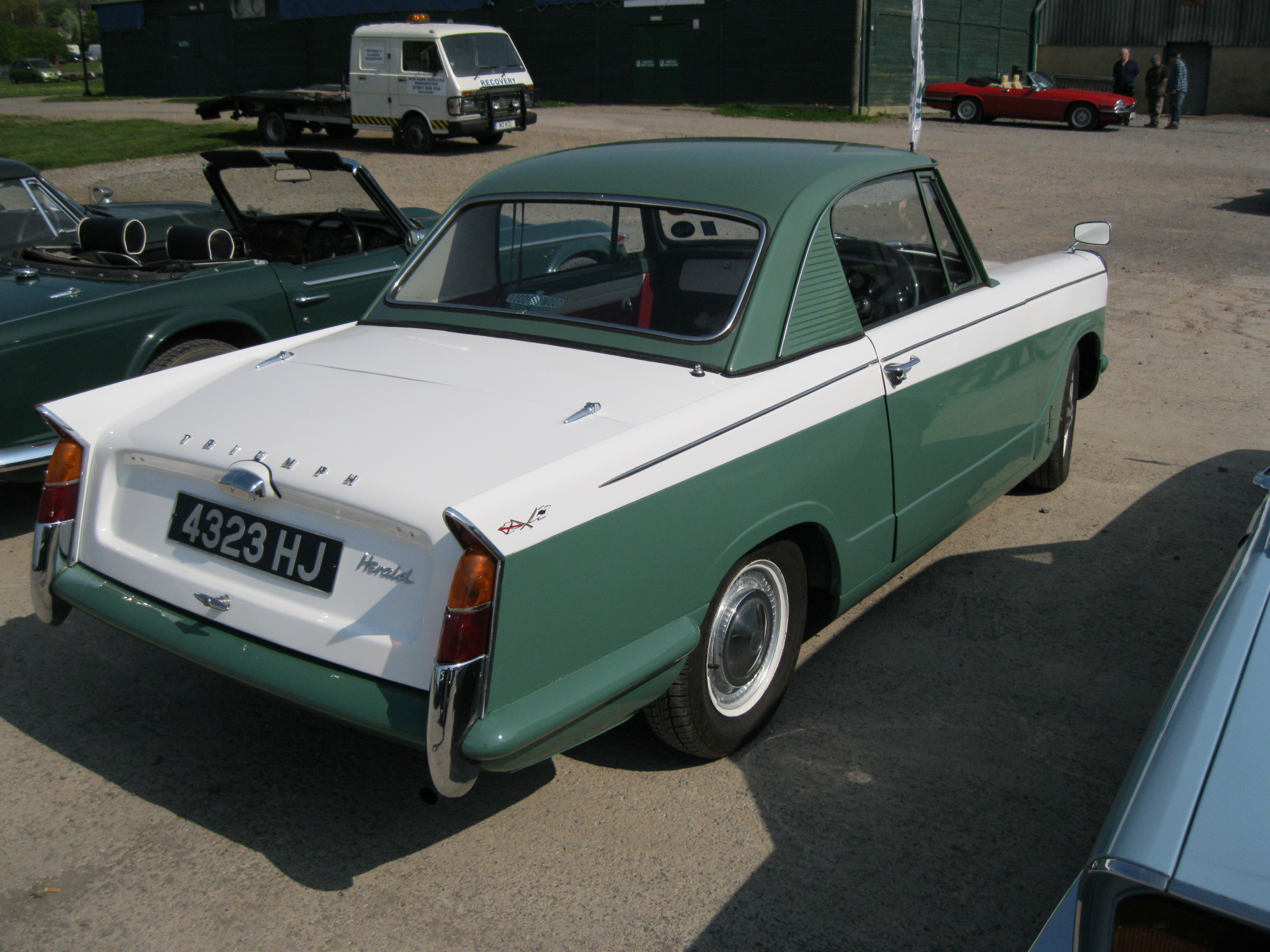
Triumph Herald coupé

Standard-Triumph verband große Erwartungen mit dem neuen Auto; das Unternehmen steckte zu Beginn der 1960er Jahre in ernsten finanziellen Schwierigkeiten und wurden 1961 von Leyland Motors übernommen. Dies eröffnete neue Entwicklungsressourcen für den Herald, der mit einem 1147 cm³-Aggregat wieder neu auf dem Markt positioniert wurde. Die neue Version überraschte mit einer Reihe von Detailveränderungen einschließlich weißer Gummistoßfänger, einer hölzernen Armaturentafel und verbesserten Sitzen. Auch die Qualitätskontrolle wurde verbessert. Die Doppelvergaser waren nicht mehr für die Standardversion erhältlich, blieben jedoch als Extra im Angebot.  Serienmäßig kam ein einziger Strombergvergaser zum Einsatz. Scheibenbremsen standen kurz nach der Einführung des Herald 1200 als Extra zur Wahl. Das überarbeitete Fahrzeug verfügte über ein verbessertes Fahrverhalten, und die Zulassungen stiegen trotz des wachsenden Wettbewerbs mit dem BMC Mini und dem Ford Anglia.
Auch die übrigen Versionen des Herald verkauften sich gut; das Cabrio mit voll versenkbarem Verdeck wurde als echter Viersitzer populär, und der Kombi wurde zu einer praktischen Alternative zum Morris Minor Traveller. Der Triumph Courier Lieferwagen – eine vom Herald Kombi abgewandelte Version mit stählernen Seitenwänden – wurde von 1962 bis 1964 gefertigt, bis er wegen zu geringer Stückzahlen wieder aus dem Modellprogramm gestrichen wurde. Das Coupé wurde gegen Ende 1964 ebenfalls aus dem Angebot genommen, da der Triumph Spitfire dessen Marktnische weitgehend eingenommen hatte. Eine sportlichere Version, der 12/50, wurde von 1963 bis 1967 angeboten, die über einen, in der Leistung gesteigerten Motor, ein Webasto Vinyldach sowie serienmäßig über Scheibenbremsen verfügte.

## Der Herald 13/60

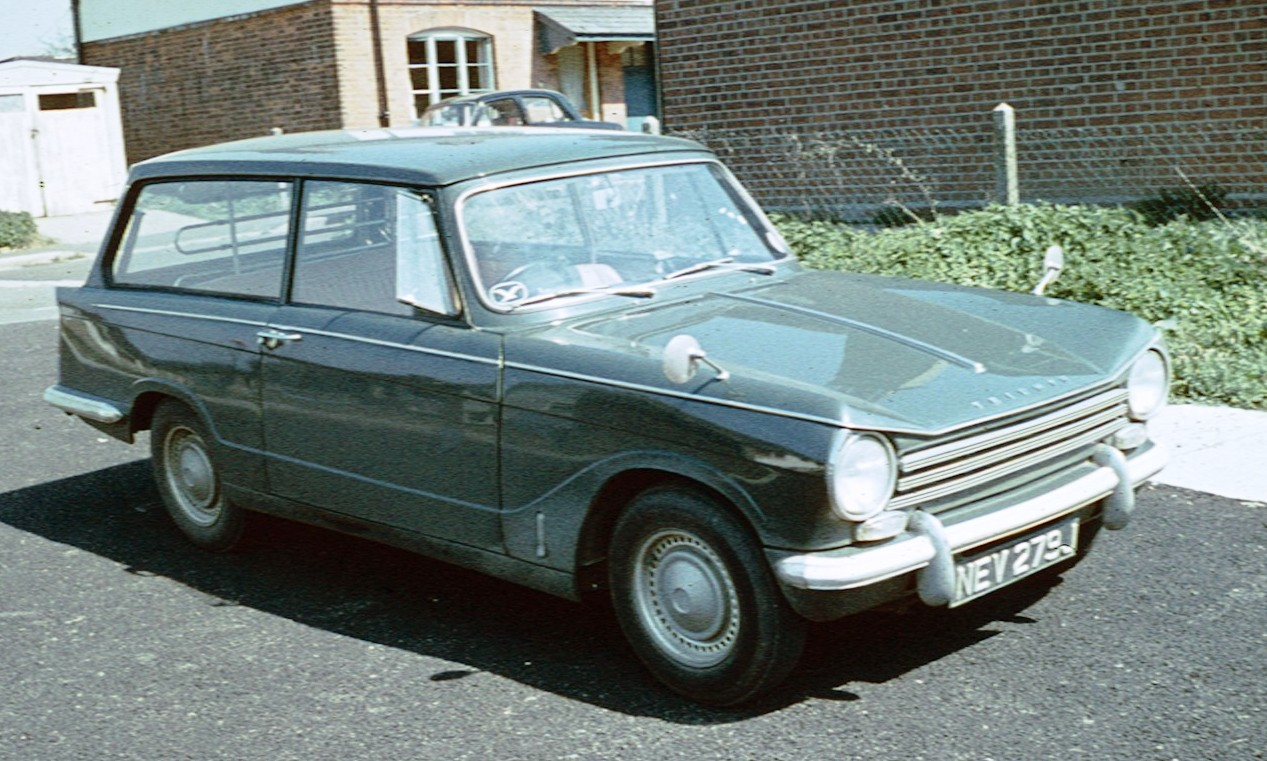
Triumph Herald 13/60 Estate (1970)

1967 wurde der Herald mit der Einführung des 13/60 noch einmal überarbeitet. Die Front erfuhr eine Retusche durch die Übernahme der Fronthaube des Triumph Vitesse jedoch unter Beibehaltung zweier Scheinwerfer, die ihm eine schlanke und moderne Erscheinung gab. Der Innenraum wurde gründlich überarbeitet, ein weiterhin hölzernes Armaturenbrett wurde mit neuer Schalteranordnung eingebaut. Eine geschickte Raumvergrößerung entstand für die Fondpassagiere durch die Verlegung der Armlehnen in die Seitenverkleidung der Türen. Der Motor wurde auf 1296 cm³ aufgebohrt und mit einem Strombergvergaser kombiniert, was zu einer Leistungserhöhung führte. Scheibenbremsen vorn wurden serienmäßig. In dieser Version (obgleich die 1200 Limousine weiterhin bis 1970 verkauft wurde) wurde der Herald bis 1971 produziert, mit seinem Design sicherlich überholt wirkend, nicht jedoch was die Leistung betraf. Er hat die Einführung des Triumph 1300 überdauert, der als sein Nachfolger konzipiert war, und verkaufte sich relativ gut. In der neueren Modellpalette von BLMC, hatte er aber keinen Platz mehr, nicht zuletzt da die Fertigung noch sehr arbeitsintensiv war und er sich schließlich nur noch mit Verlust verkaufte.
Die Entscheidung von Standard-Triumph, in den späten 1950er Jahren einen neuen Kleinwagen zu bauen, erwies sich als sinnvolle Strategie. Die Gesamtzahl aller Herald-Modelle lag bei 510.614 Exemplaren. Dank des Chassis war keine Beschränkung auf wenige Modellvarianten zur Sicherung hoher Stückzahlen pro Presswerkzeug erforderlich. Limousine, Cabrio, Kombi, Coupé und Lieferwagen waren dabei nur ein Teil des Herald-Konzepts von Standard-Triumph: Der Triumph Vitesse, der sich vom Herald neben seiner höheren Motorisierung mit einem 1,6 Liter bzw. später 2 Liter Sechszylindermotor äußerlich durch seine schräg angeordneten Doppelscheinwerfer unterschied, auch der Triumph GT6 und der Triumph Spitfire, sie alle beruhten alle auf einem modifizierten Herald-Fahrgestell und trugen zum großen Erfolg des Unternehmens bei.

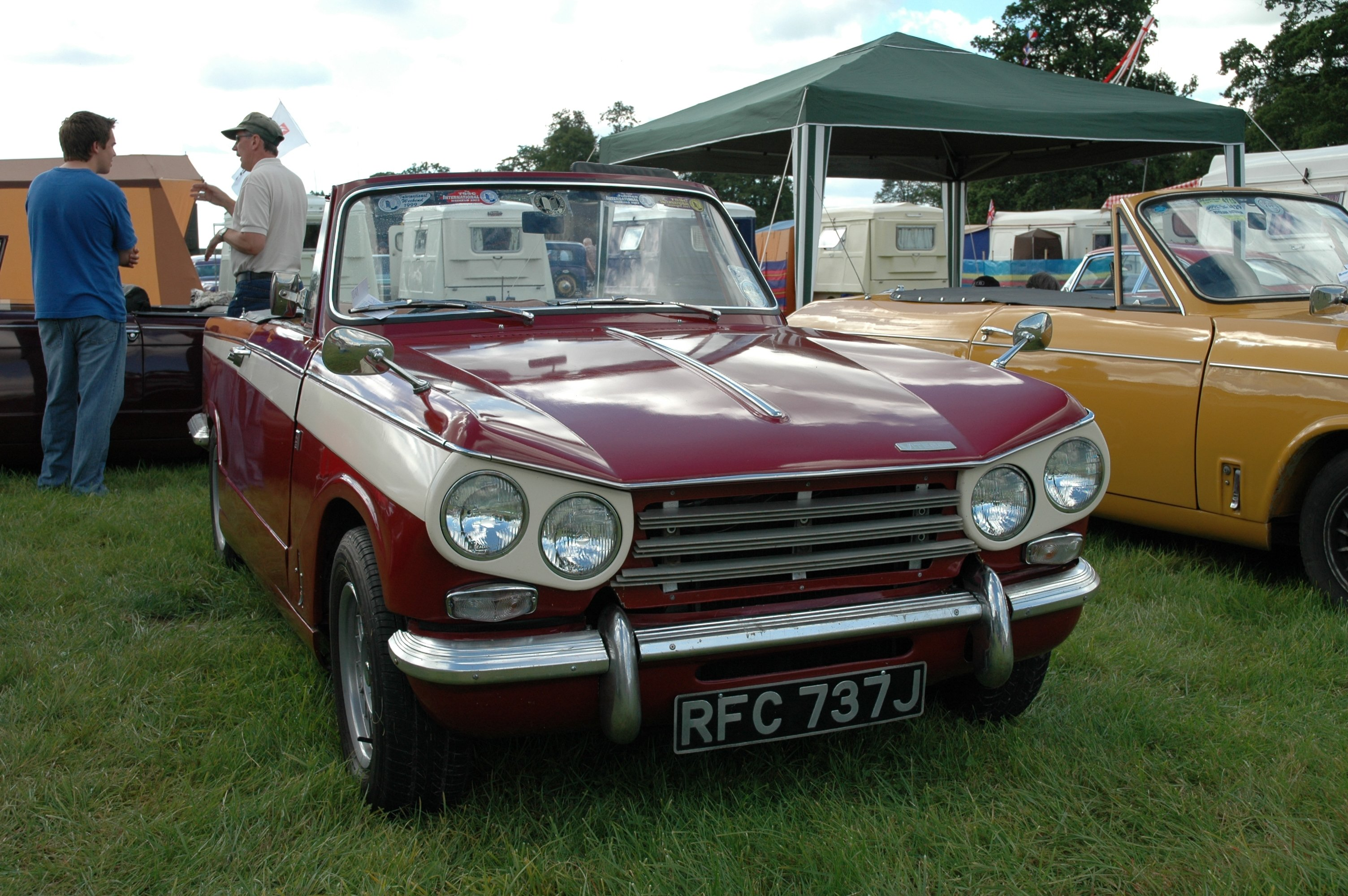
Triumph Vitesse Convertible (1970)

## Heutige Verbreitung des Triumph Herald
Heutzutage gibt es in Großbritannien noch eine große Zahl von Herald-Modellen, die dank vieler Liebhaber und einer sehr guten Ersatzteilversorgung überlebten. Weit verbreitet sind Limousinen- und Cabrio-Versionen, Kombis sind nur noch selten, Coupés äußerst selten zu finden. Die seltenste Version ist der Courier-Lieferwagen, von dem es nur noch eine Handvoll bekannter Exemplare gibt. Bei Fahrschulen immer populär, wecken die Fahrzeuge auch heute noch Nostalgie unter einer großen Zahl von Menschen, die im Herald fahren gelernt haben oder ihn täglich benutzten.

## Produktionszahlen
- Herald 948 Saloon und S/ 1959–1962: 76.860 Exemplare
- Herald Coupé / 1959–1961: 15.153 Exemplare
- Herald 948 Convertible / 1960–1961: 8.262 Exemplare
- Herald 1200 Saloon/ 1961–1970: 201.142 Exemplare
- Herald 1200 Coupe/ 1961–1970: 5.319 Exemplare
- Herald 1200 Convertible/ 1961–1968: 43.295 Exemplare
- Herald 1200 Estate/ 1961–1968: 39.819 Exemplare
- Herald 12/50 Saloon/ 1962–1967: 53.267 Exemplare
- Herald 13/60 Saloon/ 1966–1971: 38.886 Exemplare
- Herald 13/60 „Sunroof“ Saloon/ 1966–1971: 1.547 Exemplare
- Herald 13/60 Estate/ 1966–1971: 15.476 Exemplare
- Herald 13/60 Convertible/ 1966–1971: 11.772 Exemplare
- Herald 13/60 CKD/ 1966–1971: 14.978 Exemplare